# ラッパ飲み

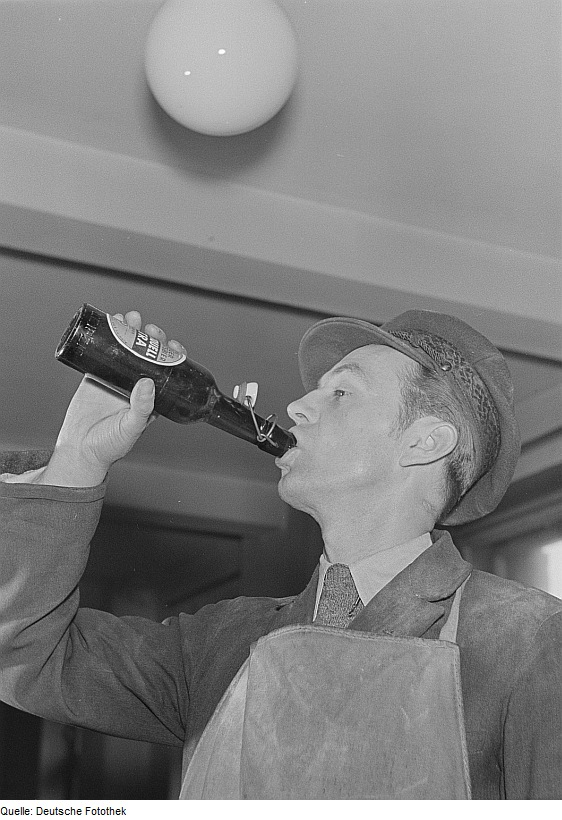
瓶ビールをラッパ飲みする男性

ラッパ飲み（ラッパのみ、喇叭飲み、喇叭飲）は、瓶詰めの液体を瓶に口をつけて直接飲むこと。その様子がラッパを吹くようだったことから名付けられた。

## 小瓶のラッパ飲み
ビールの小瓶は一説には「ラッパ飲み用に作られた」とする説がある。

## 危険性
誤嚥
ペットボトルのラッパ飲みは危険だとされている。これは上を向いて液体を一気に飲もうとすると、嚥下の処理能力を超えてしまうことで気管に入りやすくなるからである。そのため、コップなどで少量ずつ飲む方が安全である。
細菌の増殖
飲み口に直接口を付けるため、飲み口部が常在菌や口腔内の細菌に汚染される。特に、お茶では細菌類が増殖するための栄養分が豊富にあることから、中性のミネラルウォーターや酸性のスポーツドリンクと比較して増殖速度が速いと報告されている。